# Jazda rzymska

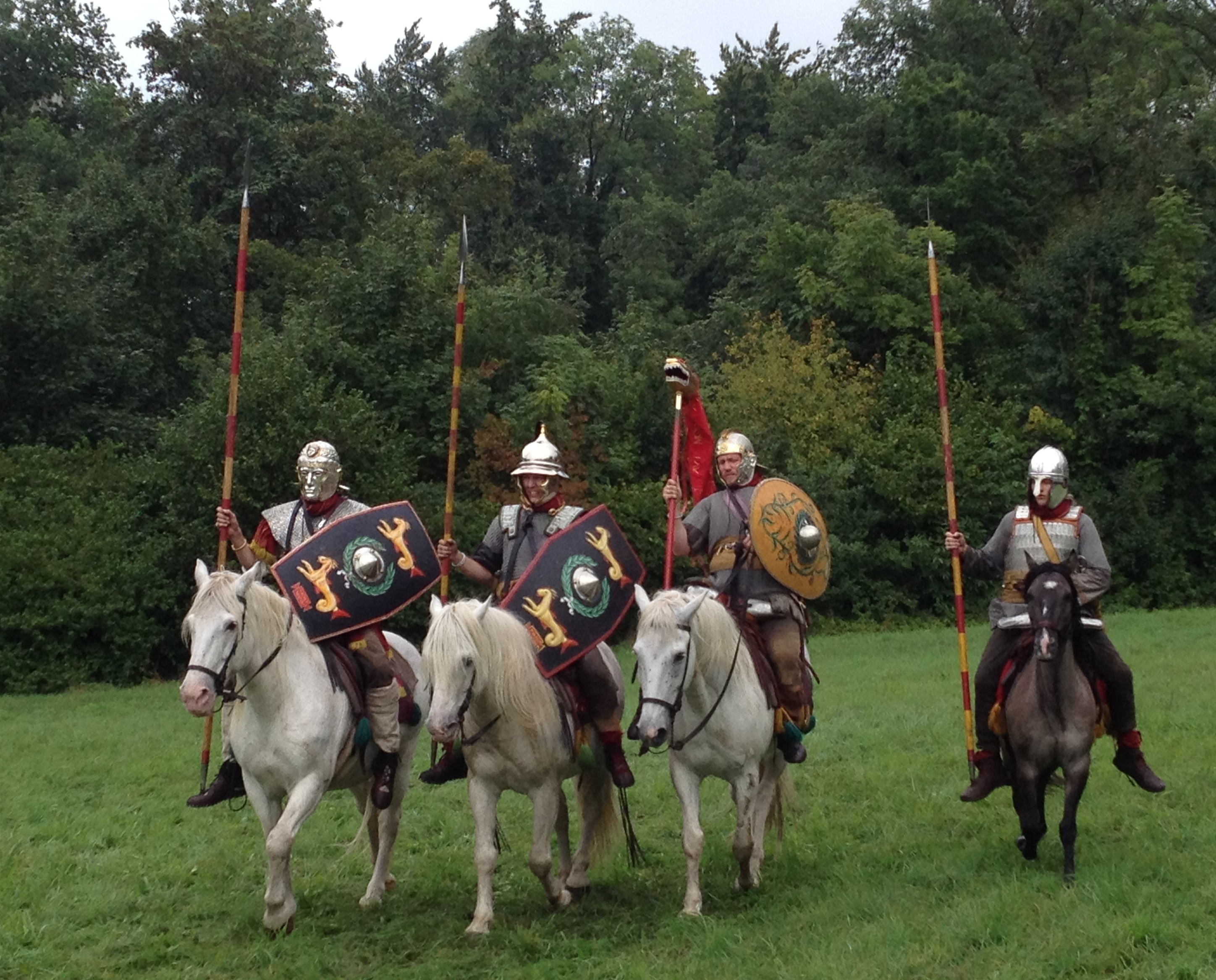
Rekonstrukcja historyczna jazdy rzymskiej (2015)

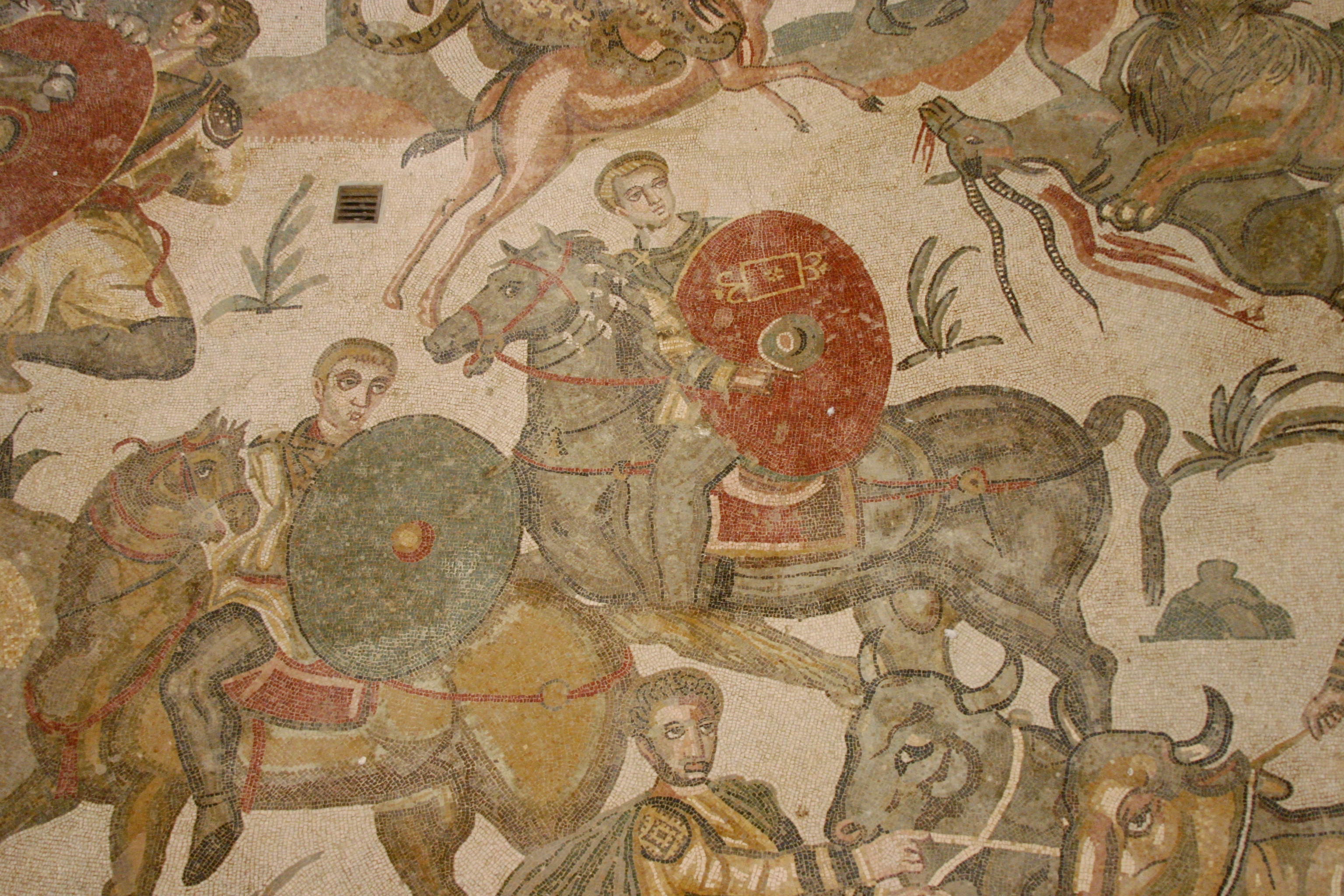
Mozaika przedstawiająca jazdę rzymską w Villa Romana del Casale

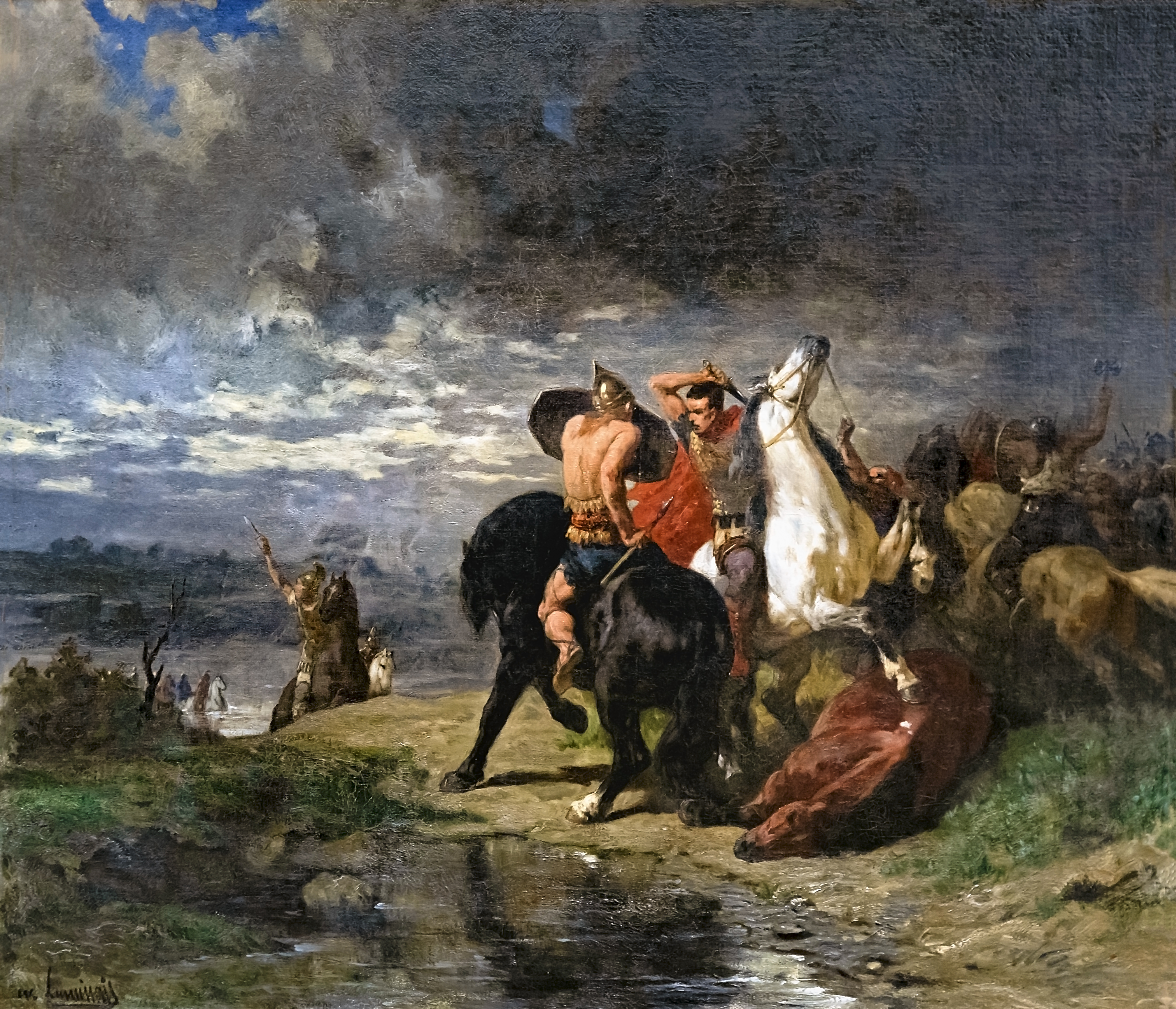
Pojedynek galijskiego i rzymskiego kawalerzysty podczas wojen galijskich

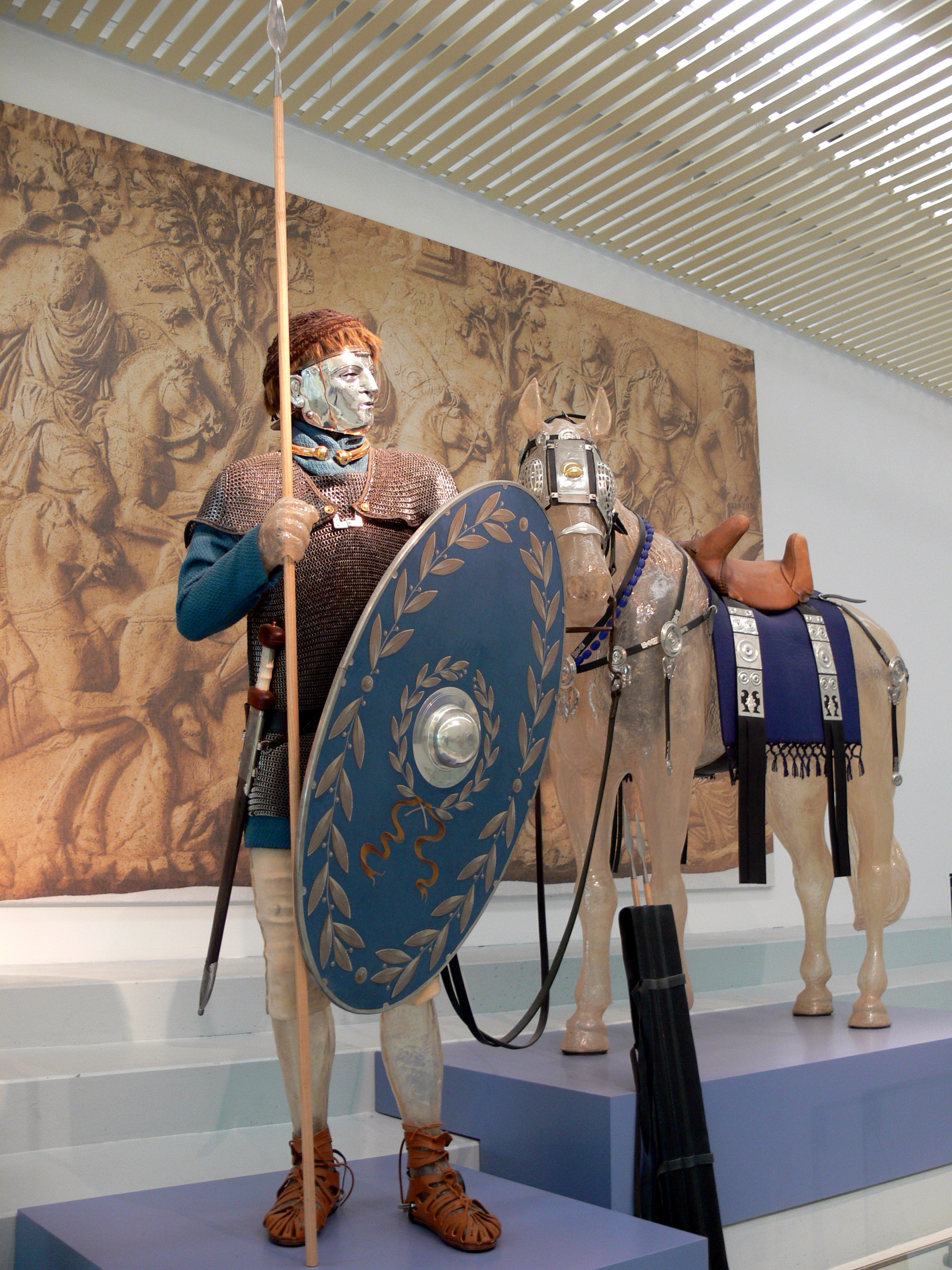
Rzymski kawalerzysta z koniem w muzeum w Nijmegen

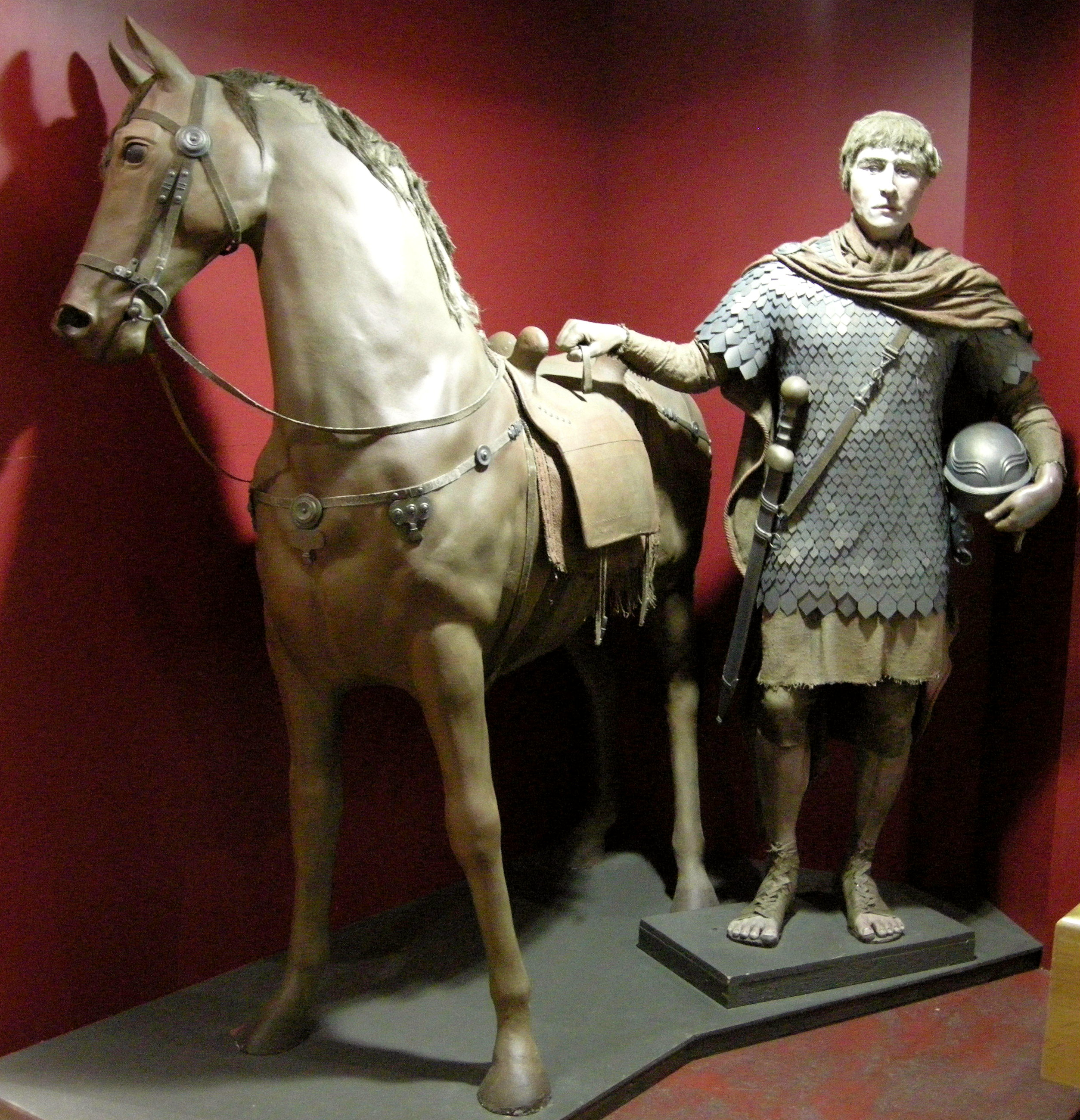
Rzymski kawalerzysta z koniem w muzeum w Canterbury

Jazda rzymska (łac. equites Romani) – formacja wojskowa w starożytnym Rzymie, walcząca i poruszająca się konno, rekrutująca się w czasach republiki jak i cesarstwa głównie z barbarzyńskich sprzymierzeńców (foederati) między innymi Galów i Germanów. W legionach istniały jednak także oddziały jazdy składające się z Rzymian – początkowo byli to ekwici. Podział cesarstwa na dwie części (zachodniorzymskie i wschodniorzymskie), sprawił, iż zwiększyła się rola kawalerii – we wschodniej części stała się ona nawet trzonem armii rzymskiej. Jazda, podobnie jak piechota, przez cały czas istnienia państwa rzymskiego ulegała przemianom.

## Historia jazdy

### Królestwo
W pierwszym okresie dziejów rzymskiej wojskowości od VII wieku p.n.e. jazda podobnie jak i cała reszta armii królestwa tworzyła element ochotniczy na zasadzie demokracji wojskowej – obywatele podzieleni byli na 3 tribusy majątkowe gdzie każdy liczył 10 kurii. Każda kuria poza 100-osobowym oddziałem pieszym (centurią) wydawała określoną liczbę jeźdźców tak by na 1 tribus przypadało 100 jeźdźców. Dawało to stosunek 3000 pieszych do 300 jezdnych. System ten zreformował król Serwiusz Tuliusz, który podzielił obywateli na 5 klas majątkowych. W jego rachubach jazdę tworzyła część najbogatszych obywateli w liczbie 12 centurii. Armia po tych zmianach liczyła 19 300 piechurów i 1200 konnicy. W tym okresie konnice w większości tworzyły kontyngenty tak zwanych sprzymierzeńców (socii) składających się z sił dołączanych od kolejnych podbitych plemion italskich. 

### Republika
Kolejną reformę jazdy rzymskiej przyniosły zmiany w wojskowości w okresie republiki dokonane przez trybuna wojskowego Marka Furiusza Kamillusa. Z każdego legionu liczącego 4500 obywateli wydzielił on 320 jeźdźców. W II wieku p.n.e. w skład legionu wchodziło 300 jeźdźców, tworząc oddział zwany alae. Dzielił się on na 10 oddziałów turmae, po 30 kawalerzystów. Jedna turmae składała się z kolei z 3 decuriae (w skład jednej decuriae wchodziło 10 jeźdźców). Decuriae wybierały z własnych członków trzech dekurionów, którzy dowodzili pododdziałami. Następne istotne zmiany nastąpiły w trakcie i bezpośrednio po II wojnie punickiej, gdzie wojska rzymskie kilkakrotnie zostały pokonane dzięki ingerencji konnicy galijskiej i numidyjskiej. Zmiany przyspieszył także konflikt z italskimi sprzymierzeńcami (tak zwana wojna ze sprzymierzeńcami). Doprowadziło to, iż od tego momentu do konnicy rzymskiej zaczęto rekrutować jazdę nie tylko z rejonu Italii szkoląc ją jednak i ekwipując w ramach rzymskiej formuły walki.
Spośród wszystkich formacji wchodzących w skład armii rzymskiej w okresie republiki jazda była najsłabiej wyszkolona, jeśli chodzi o posługiwanie się bronią. W czasie wojen punickich jazda używała koni jedynie po to, aby dotrzeć na pole bitwy, następnie zaś brała udział w walce w charakterze piechoty. Rzymska jazda nie posiadała umiejętności współpracy z piechotą, miała trudności z utrzymaniem kierunku uderzenia i skłonności do rozpadania się na luźne grupki, które rozpraszały się na obszarze całego pola bitwy. Rzymscy dowódcy nie doceniali również podstawowej roli jazdy podczas zwiadu i gromadzenia informacji wywiadowczych, dlatego rzadko wykorzystywali ją podczas tych działań.

### Cesarstwo
W okresie klasycznego cesarstwa to jest od I do II wieku n.e. wchodziło w skład legionu 300–500 jeźdźców każdy tworzący formacje alae który składał się z 16 turmae liczący 30–33 jeźdźców. Istniały także oddziały zwane kohorta (cohors miliaria) liczące około 700 jeźdźców zgrupowanych w 24 turmae. Pod koniec I wieku n.e. cesarz Trajan powołał gwardię przyboczną Equites Singulares Augusti, składającą się z 720 jeźdźców. Dodatkową formacją była jazda cesarska (equites singularis imperatoris) powołana do życia przez cesarza Hadriana, jako jego oddział przyboczny. Liczyła ona 500 najzdolniejszych jeźdźców. W tym okresie (od panowania Wespazjana) zaczęto wprowadzać pierwsze formacje katafraktów sarmackich atakujących 3 metrową kopią i chroniących konia lamelowaną narzutą. Oprócz udziału w bitwach jazda w okresie cesarstwa wykorzystywana była między innymi do ochrony szlaków handlowych i granic oraz do rozpoznania. 
Ówczesna literatura rzymska obfitowała w liczne dzieła szkolenia konnicy do walki (na przykład Acies contra Alanos pisarza cesarskiego Flawiusza Arriana); istniał także rozwinięty system ćwiczeń bojowych zwany hippica gymnasia. 
Piechota pozostawała główną siłą w wojsku rzymskim do połowy III wieku n.e. Sytuacja zmieniła się diametralnie po klęsce cesarza Waleriana w bitwie pod Edessą w 259 roku n.e. w starciu z ciężką jazdą perskiej dynastii Sasanidów, gdzie do niewoli dostał się sam władca. Wkrótce syn Waleriana – Galien przeprowadził gruntowną reformę wojska, wyodrębniając duże konne formacje tak zwane vexillatio w ramach osobnej armii polowej. W zależności od rozmieszczenia podzielono je na equites promoti (Italia, Grecja) oraz equites scutarii (Afryka, Bałkany).
Ostateczna rezygnacja z walki klasycznym szykiem legionowym na rzecz przodującej roli konnicy nastąpiła po klęsce Rzymian w bitwie pod Adrianopolem w 378. Po tym wydarzeniu wyodrębnionych zostało kilka najważniejszych rodzajów jazdy: 
- lekka jazda (mauri, dalmatea, cetrati),
- ciężka łucznicza wzorowana na ludach stepu (equitus sagitarii, sogitarii clibanarii),
- ciężka jazda na wzorcu italsko-galijskim (promoti, scutarii, stablesiani, armigeri),
- ciężka jazda na wzorcach perskich i partyjskich (catafractarii, clibanarii),
- najemne grupy germańskie (pseudocomitatenes, bucelarii),
- nieregularna jazda regionalna (equites indigenae).

Podział ten jednak jest trudny do ostatecznego zweryfikowania, bowiem do dziś nie jest wiadoma ostateczna liczba i specyfika wszystkich rodzajów późnorzymskiej konnicy, co odzwierciedla spis wojska rzymskiego z IV wieku n.e. w dokumencie zwanym Notitia Dignitatum.

## Uzbrojenie jazdy
Uzbrojenie jazdy w czasach republiki składało się przede wszystkim z długiej włóczni hasta, pancerza ze skóry, małej tarczy parma oraz hełmu podobnego do używanych w piechocie. Prawdopodobnie niektórzy jeźdźcy posiadali, na wzór piechoty, kolczugę lorica hamata, zapożyczoną od Celtów. Nie jest pewne, czy jeźdźcy rzymscy w okresie republiki wyekwipowani byli w miecze i łuki. 
Uzbrojenie jazdy w czasach cesarstwa stanowiła lekka okrągła tarcza clipeus, długi miecz spatha, lekki oszczep iaula (zwykle kawalerzysta zabierał dwie sztuki tej broni), hełm oraz pancerz (między innymi kolczuga). Niektóre oddziały wyspecjalizowane w strzelaniu z grzbietu konia dysponowały łukami.